# Вешапи
Вешапи (груз. ვეშაპი; გველეშაპი (гвелешапи) — дракон) — в древнейшей грузинской мифологии и эпосе зооморфное, иногда многоголовое, чудовище, обладающие человеческой речью и способностью извергать огонь.
В эпосе о богоборце Амирани упоминаются несколько вешапи: белый, красный и чёрный. При этом последний — чёрный вешапи — был огнедышащим. В легендах вешапи захватывали источники питьевой воды (колодцы, реки, озёра) и требовали выкуп или дань за пользование водой в виде юных дев. Согласно некоторым мифам, вешапи мог проглотить солнце. Являясь олицетворением сил зла в древнегрузинском эпосе, вешапи были антагонистами положительных героев, но, в конечном счёте, терпели от них поражение. Существуют легенды, сюжет которых предствляет вешапи в качестве демонов — покровителей героев. Однако мораль древнегрузинских эпических сказаний устанавливала табу для героя на получение даров и подношений от вешапи, а нарушение этого запрета вызывало неминуемую смерть.
В агиографических памятниках вешапи были символом безверия и идолопоклонства.
По своей природе и описанию вешапи весьма схожи с драконами, Змеем Горынычем или мифической Лерне́йской ги́дрой, но древнегрузинский наиболее близок к армянским вишапам.